# 綜合社會保障援助計劃
綜合社會保障援助計劃（前稱公共援助，簡稱公援）:196:40，簡稱綜援，是香港政府提供予香港居民的社会福利計劃，用以協助收入不足以滿足基本需要者滿足該等需要。綜援金可分為標準金額、補助金、特別津貼三部份，涵蓋領取人的基本需要及受政府認可的特別需要。
1971年4月，公共援助制度設立，並不容許15至59歲的健全成人申請。1973年至1976年香港因失業率和通脹率急升，而令不少工會及基層團體要求公援制度也應保障健全的失業成人，1976年政府決定放寬公援到失業人士。1977年4月落實。1991年，香港政府的工作小組發表《跨越九十年代社會福利白皮書》，令公共援助在1993年改名為「綜合社會保障援助計劃」，援助金額亦有所提高。同年，香港社會服務聯會邀請麥法新研究綜援人士，建議政府以「最低可接受生活水平」的準則提高綜援金額，不過此一建議後被政府否決。即使如此，他的研究還是讓港府開始接受以計算綜援人士的開支作為制定綜援金的方法。
香港特區政府在1997年成立後因經濟環境需面對六年的財赤，皆使得它決定減少綜援金額及其他社會開支，如推行自力更生支援計劃、下調綜援標準金、收緊居港不足七年的新來港人士領取綜援的資格。它在出現盈餘後一段長時間都沒有就綜援金額作檢討。取代恆常檢討的是它自2007年起會在財政預算案中決定一次性發放額外的綜援金。不過實行措施則有所調整，如在2014年按終審法院判決恢復新來港人士居港一年就可申請的規定，及在2017年2月1日落實取消不供養父母證明書的安排。

## 歷史

### 前身與提出
1948年起，社會福利辦事處開始向單親家庭和殘疾人士等對象提供實物救濟——此一措施於後來發展成公共援助。當時它要求受救濟者須在香港居住了約10年，並只提供熱飯。3年後（1951年）開始提供乾糧。1959年，把接受援助的最少居港年期限制縮減至5年，兼不容許健全成人接受救濟，但實際執行上亦會容許失業人士或收入不足的家庭領取食物。1962年，開始把食米加入到救濟計劃當中。1969年起不再派發熱飯:36-37。如按1971年的規定計算，每位成年人扣除租金及學費後的收入少於40元（9岁以下当半个成人計算），便可申請實物救濟。實際得到的援助之換算金額相當於實際計算收入與實物救濟資格的差距:36-37。
1965年在立法局通過的《香港社會福利工作之目標與政策》提道「在香港的社會環境中，社會福利的效益應建基於對個人及社區的經濟回報，並需促進社區對不幸的居民的幫助」，但它同時指出由於香港處於「特殊」環境，故提供福利應有優次之分，並指屬香港經濟主脈的製造業「充滿不確定性」，而華人社會的文化「不利於市民向政府求助」，人們反慣於尋求家庭及社會協助。於是最後結論道，政府應提供食物等實物援助，並在福利議題上跟志願機構合作，令受助者最終能自給自足。:36-37
同年，香港政府委托學者威廉士就有關議題作研究。1966年完成。他在研究中批評香港政府對製造業不穩的擔憂是過分誇大，而且香港社會的家庭支援角色也在減弱，因此認為香港應設立僱主、僱員、政府三方融資的社會保障計劃:36-37。同年，港督戴麟趾與社會福利署（社署）署長已有計劃推行社會援助計劃:161。港府為回應威廉士的研究，於是設立跨部門聯合工作小組，並在1967年4月向戴麟趾提交報告書。當中建議香港可設立社会保险，同時也可設立公共援助。不過，即使當時發生了六七暴動，政府內部還是否決有關設立社會保險的建議:38-39，如布政司在當時批評上述建議「財政上不可行」:57。1970年，縮減領取福利的最低居港限制至1年:218。
為游說政府內部支持設立公共援助，戴麟趾之後花了四年時間跟反對者討論人們每日開支等問題:161。最終，戴麟趾及社會福利署署長在面對眾多反對聲音的情況下，堅持設立社會援助，令公共援助制度在1971年4月設立:40-41。該一制度受英國《1948年国民救助法》影響，表明政府願意扶持年老體弱者及殘病者滿足基本需要。它定義了一個家庭的「基本開銷」。若某家庭的總入息低於該開銷，則由政府補貼差額；相對地，若高於該標準，則失去援助資格:40。當局表示計劃以家庭為計算單位的原因在於考慮到華人社會的傳統習慣:124。當時其金額以人們每日所需的卡路里換算後的食物金額計算，且不容許15至59歲的健全成人申請:65——單身人士每月最高援助額為33元，全無收入人士則最高援助額為70元:159。雖然當時福利界對公援具體細節有一定不滿，但普遍認同其方向:60-61。

### 發展
次年開始在計劃中包含食物以外的開支:137。1973年，港府繼設立《傷殘老弱津貼計劃》，與公共援助制度一起成為香港社會保障體系的兩大計劃。1971年至1974年期間，港府的人均社會支出上升了一倍。不過1973年後的數年間，由於香港經濟受石油危機影響，欠缺穩定性，故此政府只按通脹調整社會保障的金額:42:65。其中1973年至1976年香港因失業率和通脹率急升，而令不少工會及基層團體要求公援制度也應保障健全的失業成人:66:42-43。而社會服務司的回應則表示因街上行乞者的數量不見增多，故沒必要修改公援:66。到了該年代中葉，香港經濟狀況好轉，故政府亦邀請英國專家詳樸進一步就香港社會保障提出建議:42-43。1976年決定放寬公援到失業人士:160。1977年4月落實。在處理有關個案時，政府會要求失業人士先在勞工處職業輔導組登記，然後等待一個月方可申請公援。之後再以一個月核實資格才獲發:42-43。1978年4月起，增設長期個案補助金，以讓領取公援的家庭能夠替換家庭用品；除此之外，亦在該年至次年期間決定新增老人補助金、傷殘補助金、入息豁免計劃——前兩者讓家中有60歲或以上的長者，沒有領取其他政府福利金，或擁有合資格殘疾人士的個案多領一筆額外金額:43:87；入息豁免計劃則決定在補貼差額時豁免就業長者及年輕寡婦的部分收入，以製造更多誘因讓他們工作:43。
在1980年代期間，社會福利開支佔本地生產總值約0.57%，在港府整體預算中則佔4.5%至6.5%。期間公援制度約有5次調整，包括增加租金津貼及子女補助金:46。1991年，香港政府的工作小組發表《跨越九十年代社會福利白皮書》，當中雖認同改善福利制度，但同時認為「香港所面對的挑戰，是在改善服務之餘，不致使受惠人產生依賴性」。它令公共援助在1993年改名為「綜合社會保障援助計劃」（綜援），援助金額亦有所提高:186。同時原本計劃的「基本金」亦重命名為「標準金」，把原本提供給長者的補助金和能夠同時領取的高齡津貼金額，及合資格殘疾人士的傷殘津貼金額納入到標準金當中計算，最終使長者及合資格殘疾人士能領取較健全成人高的金額。並訂明綜援不能跟其他政府福利金同時領取:49、151。同年，香港社會服務聯會邀請麥法新研究綜援人士，他在研究中以香港的生活水平及綜援人士的開支比例作切入點調查，結果發現他們把綜援金的約7成用作購買食品，因此需壓縮其他生活開支。最終建議政府以「最低可接受生活水平」的準則提高綜援金額，不過此一建議後被政府否決:21——衛生福利科指責若按其建議落實綜援制度，將令15萬勞工不去工作反去拿綜援，並令政府加稅:164。即使如此，他的研究還是讓港府開始接受以計算綜援人士的開支作為制定綜援金的方法。
次年，港督彭定康要求衛生褔利司研究該一計劃是否符合綜援受助人的需要。1995年3月成立檢討綜援制度的督導小組，主席為社會福利署署長:49。這次檢討為港府首度以「基本開支」及「住戶開支調查」來衡量計劃援助的金額，如它在制定食物開支標準時，會按營養師的建議制定食物清單，然後再按統計處的數據把清單內食物售價的最低50%加總；其他需要則使用香港消費最低5%的住戶開支作準:21-22。最終政府在1996年至1997年期間落實該小組的建議，包括「提高健全成人及與家人同住長者的標準金、提高資產上限、新增回鄉養老計劃、調整豁免計算入息、簡化特別津貼、提高租金津貼」:49。在1992年至1997年期間，老年綜援個案升了48%，這可歸因於為香港欠長期退休金規劃之結果:154。1997年4月，綜援長者廣東養老計劃開始生效。

### 特區政府成立初期的緊縮政策
特區政府在成立後認為，香港自由放任和積極不干預的經濟政策，促成了當地1950年代以後的經濟繁榮。上述原則成為香港政府施政時的主要考慮點，令它拒絕在社會政策上作任何重大轉變。除此之外，《香港基本法》第107條規定香港特別行政區的「財政預算以量入為出為原則，力求收支平衡，避免赤字，與本地生產總值相對應」。上述條文表示只有當政府財政能力許可時，才會增加公共開支；同時，因其要求政府「力求收支平衡」，故此它也會以縮減社會服務及保障這一手段來達至此一目標。不過，歐陽達初和黃和平亦指小政府原則存有選擇執行性，並以首任特區政府的房屋政策作例子。在整個1990年代至2000年代初期，由於香港經歷去工業化的最後一個階段及受1997年金融風暴等經濟挑戰所影響，申領失業綜援的人數持上升趨勢，從1993年佔整體個案的4%上升至2003年的17.3%（最高鋒）:187:100-102——它是當時香港唯一援助貧窮人士的政府現金措施。
受上述理念影響，再加上香港特區政府在1998年至2003年期間因經濟環境需面對六年的財赤，皆使得它決定減少綜援金額及其他社會開支，令長者、失業人士、在職貧窮人士更苦於生計:79-80。不過首任行政長官董建華在首份施政報告中決定增加380元的長者綜援標準金額，與周永新向社署提交的長者調查結果一致:143-144。1998年，社署署長梁建邦在該署檢討綜援前的一晚對外宣稱「綜援養懶人」，以圖製造有利削減綜援的社會環境。及後政府官員一再重複上述說法。但當別人追問這一觀點有何證據支持時，他們多會說這只是傳達部分市民的意見:97。
該年12月社署推出的檢討報告書《投入社會 自力更生》表示，領取綜援的四人家庭每月所得相較低收入工作的工資高，而失業綜援個案持續上升，是因為綜援對比起工作較具吸引力。因此，他們計劃推出自力更生支援計劃，讓他們重投工作，改善這一「福利依賴」風氣。社署在1999年決定減少發放給失業健全成人及綜援領取金額高於部分低收入工作的家庭的援助:23、179-180:188。香港政府強調受助人自力更生，脫離綜援的態度與當時其他政府有意改革社會保障的趨勢一致，例如英国新工黨政府也提倡「從福利到就業」。1999年6月，香港政府決定把家中沒有合資格殘疾人士、健康欠佳人士、長者的個案的自置物業計算在綜援資產審查當中，但給予一年寬限期；單親個案的自置物業則在計算市值後若不足應付該家庭10年開支則獲免計算。同時自力更生支援計劃正式推行:185，要求領取綜援的失業人士接受每週二次的面試機會；長期失業的則額外要求完成每週8小時的義務工作；並取消健全人士的搬遷津貼等特別津貼。單親綜援雖然也在是次檢討的討論範圍，但由於改動單親綜援具爭議性，故社署在2002年只實施容許單親綜援個案自願參與的欣葵計劃，向自願參與的單親母親提供就業支援:53、212。
同年，由於香港整體物價在1997年至1999年期間出現通縮，而政府發現過去依靠預測購買力變化來決定綜援的方法於此時令援助金上升幅度高於通脹。於是決定改以根據過去一年的物價上漲幅度來調整援助金額，並凍結援助金，以讓物價變動幅度追上綜援，期間政府亦在檢討綜援:181。社署署長林鄭月娥在2001年發表講話時提道：「社會上有共識認為香港不應成為依賴重稅的福利社會，政府的支出是有限的，而自力更生、家庭凝聚力、社會支援的美德則應保留」:128。2003年政府完成檢討綜援，表示即使綜援標準金下調11.1%，領取者也能應付基本生活需要，故決定下調之，以抵消以前根據預測結果發放的綜援金額:181。同年有關措施實行——政府於當年一次性削減健全個案的援助金，殘疾和年老個案則分期削減到2004年:52。除此之外，「加強自力更生支援措施」在2003年6月出台，規定參與計劃者需接受更多工作配對，長期失業的則需於一星期以三天時間進行義務社區工作。2003年10月則推行「深化就業援助計劃」，讓失業健全個案接受工作訓練和就業輔導:186-187。該年政府人口專責小組亦提議收緊居港不足七年的新來港人士領取綜援的資格，以減少政府開支及讓他們於這段期間作經濟貢獻。自2004年開始到2013年期間，除特殊原因外，他們一般難以申請綜援:74-75。
2005年5月，社署根據其檢討結果，決定協助「單親家長建立自力更生能力，融入社會及尋找有薪工作的能力」，要求「最年幼子女達6歲的單親家長及雙親家庭照顧者」，每月從事兼職時数不少於32小時。若沒有完成，則不能領取每月225元的單親補助金。改革原因同樣是認為單親家庭若長期無就業，那麼就難以重返職場，而綜援因提供的援助優厚，故令他們失去工作的動力，不能成為子女的榜樣:212-213。上述計劃提出後引起社會爭議，社署最終讓步，把「最年幼子女滿6歲」的要求提升到12歲，同時把沒有完成計劃的罰則改成扣減200元的綜援金。2005年10月，上述計劃確定命名為欣曉計劃。次年4月開始實行:214。

### 凍結檢討金額與限制調整
2006至2007年的財政年度，香港特區政府首度出現盈餘。不過它在之後到2016年都沒有就綜援金額作檢討。只在2007年及2008年因物價上漲而在恆常調整之外，再作額外兩次的金額調整。取代恆常檢討的是它自2007年起會在財政預算案中決定一次性發放額外的綜援金:56、143。2008年2月，社署以指引訂明不容許員工批准雙非兒童的獨立綜援申請。自力更生支援計劃方面，社署在2006年開始於三區試行「地區就業支援試驗計劃」，以提供失業人士的就業支援及訓練為重心。以失業青年為重心的「走出我天地計劃」亦在兩區推行，並在2009年於全港實行。2008年把部分支援計劃整合成「綜合就業援助計劃」:188。
2013年1月，把欣曉計劃、走出我天地計劃、綜合就業援助計劃整合成「自力更生綜合就業援助計劃」，改把就業支援交由社福機構及社工提供。社區工作亦成為機構負責的項目，由它們安排參與者向社會提供文書處理等義務工作:188-189。12月17日，香港終審法院就挑戰港府規定新來港人士須在港居住滿7年才可領取綜援的司法覆核（孔允明案）作判決，裁定港府敗訴，指它違反《基本法》及《人權法》:77-78，並批評「政府聳聳肩，然後向有需要人士說：『你們可以向本地慈善機構求助，懇求它們大發慈悲。』這是極其討厭的」:32。它認為港府不能以縮減自身開支為由不理會公共利益。除此之外它也認為有關規定對政府財政影響不大，亦對香港部分貧窮家庭不公；針對需讓新來港人士先作經濟貢獻此一說法，它反稱該些人士多為港人的妻子，因此讓他們在家無償照顧已是一種貢獻:77-78；同時亦指上述判決只適用於綜援這一最後安全網，對社會其他福利沒有影響。次年恢復居港一年就可申請的規定。到2015年，有關新移民領取綜援的人數佔整體個案5%，比判決前多了1至2%:57、79-81。
2017年2月1日，社署落實取消不供養父母證明書的安排，容許長者在沒有上述證明書的情況下申請綜援，但仍繼續要求收入及資產審查以家庭為單位計算。2018年12月23日，勞工及福利局局長羅致光表示政府無意「全面檢討綜援」。2019年2月1日，把長者綜援的適用年齡從60歲提高至65歲。行政長官林鄭月娥和羅致光以應對人口老化及60至64歲長者仍有地方聘請為由支持推行；林鄭亦指這是上任政府根據人口政策檢視及諮詢後得出，用以應對人口壽命廷長的措施。政府初提出時亦要求60至64歲領取綜援的長者個案參與自力更生綜合就業援助計劃，不然將從綜援金中扣減200元。但在1月28日決定暫緩上述安排。此外為回應民間及議員批評，政府亦在1月18日決定向該些長者每月派發1,060元的就業支援補助金。此一修改最終令60至64歲者沒能享有綜援計劃下針對長者的特別津貼。2024年11月22日，社署表示將為失業綜援的15至59歲健全人士安排無償工作活動，以作為領取綜援的義務，沒有按規定參與者會被扣減7天援助金。

## 程序資格
要成功申請綜援，申請人首先需是香港居民，成為香港居民至少1年。在港亦需連續住滿1年，並在申請前過去一年沒離港超過56天。18歲以下者可豁免除是香港居民外的上述規定。非法留港或非以定居理由而留在香港者會因此不符合規定。部分情況下社署會動用酌情權讓申請人不需符合上述規定:78-79。
在符合上述規定後，申請人須經過以同住家人為一申請單位的收入及資產審查。1999年6月前則容許長者在家人填妥不供養證明的情況下，透過社署行使酌情權的方式獨立申請，但此一安排之後在1998年收緊:91-92。前者會計算同住家人的月入和其他親人的援助金總和。後者則包含銀行存款、保險換算後的價值、物業、股票等:67-68。範圍涵蓋他們「在香港、澳門、內地或海外所擁有的資產」。自住物業在擁有「年老、殘疾或經醫生證明為健康欠佳」的成員，或全部成員為50歲或以上的個案中不會計算作資產。若非上述情況同時又非單親個案，則在領取援助金的12個月後視作資產計算。若是單親個案，則在符合「最年幼子女未滿15歲」及計算物業價值後的資產淨值「不足以讓這個家庭按綜援的標準維持10年的生活」的情況下獲免計算。截至2025年5月，單身健全成人成功申請綜援的資產限額為36,500港元，而「兒童、老人、傷殘或經醫生證明為健康欠佳人士」則為54,000港元。計劃下滿65歲才會視作長者處理。若以家庭為單位申請，而家中擁有健全的人口，則每有一個健全成人或兒童，則把資產限額提升24,000港元，最多可提升至96,000港元；而每有一個「年老、殘疾或經醫生證明為健康欠佳的成員」，則能再上述金額上額外加至少54,000港元。若家庭沒有健全成人，資產限額則從2人的81,000港元起。收入限額則定為總入息「不足以應付他們在綜援計劃下的『每月認可需要總額』」。
年齡介乎15至59歲，且身體健全的人士若參與計劃時失業或「每月從工作中所賺取的入息少於$2,665或每月工作少於120小時」，則在領取綜援的同時須參與自力更生支援計劃。若他們因要照顧家人等原因而不能工作，那麼亦不用參加自力更生支援計劃。社署容許每個家庭最多一名照顧者不用參加計劃。若以照顧子女作理由，則只接受在「最年幼子女為12歲或以下」的前題下不用參與計劃:89。在單親個案當中，若最年幼子女年齡介乎12至14歲之間，則容許在每月工作最少32小時的情況下不用參與計劃。60至64歲的健全成人即使不參加自力更生支援計劃，也不用受懲罰。若被要求參與自力更生支援計劃但沒參與或沒有完成計畫要求，最高罰則是不能繼續接受援助:164；單親個案的最高罰則為扣減援助金額:212-213。

## 金額
綜援金本身可分為標準金額、補助金、特別津貼三部份:144。標準金額涵蓋領取人的各項基本需要所需費用，像是交通費、衣物費、食物費；補助金則提供給單親個案及符合資格的長期個案等特定群組；特別津貼會因個案的特別需求而提供，像是需要特別飲食、接受醫療服務、需要電話服務等:144-147。標準金額會受個案當中包含的是單身人士或家庭組合、有沒有兒童或長者、有沒有殘疾程度至少50%或健康欠佳的人士所影響。計劃中的長者界定為年滿65歲之人士；兒童則界定為「15歲以下或15至21歲並正接受全日制教育的人士」。至於計劃下「健康欠佳」、「殘疾程度達50%」、「殘疾程度達100%」、「需經常護理」的界定亦會影響領取金額——後三者跟「健康欠佳」的不同之處是前者屬較長期的身心障礙，後者屬較短期的疾病——多數情況下由香港公立醫院的醫生判定:110。「殘疾程度達100%」及「需經常護理」跟領取普通傷殘津貼和高額傷殘津貼的評定準則相同。

## 迴響

### 領取情況
在2024年3月31日，綜援個案共有199,205宗，涵蓋271,440人。具體個案的類別分佈如下：
| 類別       | 個案宗數 | 百分比 |
| ---------- | -------- | ------ |
| 年老       | 111,633  | 56.0%  |
| 永久性殘疾 | 17,104   | 8.6%   |
| 健康欠佳   | 27,855   | 14.0%  |
| 單親       | 20,192   | 10.1%  |
| 低收入     | 1,530    | 0.8%   |
| 失業       | 16,943   | 8.5%   |
| 其他       | 3,948    | 2.0%   |

年老是綜援的主要個案類別，從1993年開始至2023年一直維持佔整體個案至少一半；永久性殘疾則每年佔5.1%至10.4%之間；健康欠佳佔7.6%至13.8%之間:100-101。計劃下被界定為健全的個案較受經濟環境影響，如失業及低收入個案曾因去工業化和2000年代初經濟衰退等因素而上升，其中失業個案曾在1993年的4.0%升至2003年的17.3%，低收入個案則從1.5%升至2006年的6.2%——兩者都在2006年後於香港失業率低和最低工資立法的環境下下降。單親個案則相對而言不太受經濟環境影響:100-102。

### 福利依賴論、足夠性與污名

#### 歷史

##### 1993年至1997年
香港對綜援的負面觀感最遲在1993年出現:214。麥法新的研究報告雖採用「最低可接受生活水平」的準則，但港府仍指責他的建議為「過份激進」。1996年，立法局福利事務委員會的成員在一次會議上試圖為削減綜援尋找各種理據，並有議員質疑綜援領取者是否「值得幫助」:214。
於香港理工大學任職的鄭鈺鈿在回顧麥法新的研究所引起的爭議時，認為其研究雖自稱為科學和價值中立，但卻隱含一些哲學流派不會認同的前設——如弗里德里希·哈耶克就不認同政府的社會保障不應只提供溫飽，而應提供相對社會其他人而言可接受的生活水平的觀點。麥法新沒有回應哈耶克「資本主義自由市場是公平完好的」，貧富之異為個人努力跟運氣結合之結果，不需要為社會其他無關者協助解決的觀點。之後他引用雷蒙·普蘭特的觀點來回應哈耶克，批評指貧窮是這系統可以預見的結果；而它也關乎人們一開始所獲得的資源，一開始資源較少的人最後也預期獲得較少收益。而哈耶克的觀點隱含的滴漏效应假設存在盲點。因此，為達到機會平等和社會正義，社會應在可行的情況下再分配資源。另外他亦對哈耶克容許運氣決定貧富一事感到疑惑。

##### 1998年至2000年代初
1998年，香港大學社會工作及社會行政學系教授周永新認為由於人們不再恥於領取綜援，所以政府未來的開支會「看不到盡頭」，當時上升中的綜援領取數字則令政府「措手不及」。他另外表示若領取綜援的人長期領取該援助金，則會產生依賴性，難以再投入勞動市場；而香港就業環境已有結構性轉變，因此政府需在政策上讓綜援只成為人們的「應急援助」。由於香港社會福利開支受基本法的「量入為出」及「對應經濟發展」原則約束，故在1999年香港城市大學（城大）應用社會科學系副教授顏文雄已批評在經濟衰退時這樣的原則會限制對貧者的援助，造成「貧者只有愈貧」。
1998年，政府督導小組以四人綜援家庭的領取金額跟個人工資作比較，指兩者相差無多，向大眾灌輸綜援人士過得比勞工好，而它減低人們工作意欲的認知。這一説法後被各傳媒引用。顧汝德認為該小組是在誤導大眾，指在1998年住戶月入中位數為18,000元，比综援家庭平均領取金額高8成:217。1998年10月7日，民主黨立法會議員羅致光在梁建邦說一般家庭月入7千多港元，跟領取綜援差不多後，批評其是在誤導，然後以當年的住戶月入中位數作反證。香港社會工作者總工會也在1998年8月7日指出政府的說法為誤導，指四人的綜援家庭平均月領取金額為8,240元（不計算特別津貼）。其後指責宣揚「綜援養懶人」的做法會讓有需要者較難突破心理關口領取綜援。香港中文大學（中大）社會科學院院長周健林亦認同上述說法，並指責養懶人論忽略了「結構與制度因素」。同一大學的社工系副教授王卓祺及立法會議員陳婉嫻則指責該一論述忽略了政府有沒有支援措施讓人在經濟轉型的環境下脫離安全網，不應只歸因於個人缺陷。王卓祺亦表示人們也不應該只看綜援人士是否活得比低收入的好，而是該看低收入的能否「達到基本生活保障的水平」。香港理工大學（理大）應用社會科學學系講師張超雄認為政府首要的是考慮創造就業機會，提供實質獎勵鼓勵企業聘用失業人士。
嶺南學院管理系助理教授周國強則認為政府的上述做法的確讓一些失業人士在長期失業的情況下「自食其力」。反歧視大聯盟在1998年選出「十大與歧視有關的新聞」當中包含「綜援養懶人」論。主席麥海華表示這一論述會製造負面印象及在歧視綜援人士，令領取者失去尊嚴。1999年7月，城市大學社會科學學部講師蔡子強指責政府在削減綜援上的宣傳為「操縱民意」，然後以民意再理由支持自己。10月15日，《明報》針對有傳政府將把老年綜援獨立區分，然後以家庭中位入息為綜援領取金額設立上限一事表示讚成，認為綜援與月入最低的20至25%家庭相若，而開支「大幅飆升至每年逾一百五十億元」，故削減人們工作意欲，「誘使一些家庭毫無節制多生子女」。張超雄反引用社署支持削減綜援的報告書指出，70至90%領取綜援的健全人士曾「積極尋找工作」，而濫用個案在官方統計上屬少數，也不認為有人會為多領一千多元的綜援金而生育子女。
2000年7月30日，關注綜援檢討聯盟成員鄭淑貞表示在經濟沒完全復甦的情況下應調高綜援金額；而香港總商會總裁翁以登則反對上述建議，認為調高綜援會加強人們依賴，因此應開辦更多培訓課程。10月26日，陳婉嫻在《東方日報》上發文評論指當時失業綜援開始下降，反映香港人普遍不是「懶人」；同時對低收入綜援個案上升「痛心」，指這反映香港不少人的工資因受經濟不景影響而「急遽下降」。
2001年6月，張超雄引述社署統計指，失業和單親綜援平均領取年期為2年以內，因此表示「福利依賴」問題並不存在；並認為社署的自力更生計劃會讓綜援計劃達不到安全網的目的，而會阻礙人們申請綜援。次月，劉迺強撰文指政府在綜援上的負面宣傳「毫無根據」，並引述數據指領取綜援的多不是失業人士。2002年，立法会建築、測量及都市規劃界議員劉炳章亦把個人收入中位数跟綜援家庭的月津貼作比較:217。同年，於中大任職的王卓祺和周健林引述自身的分層抽樣民意調查指，大部分受訪者認同即使綜援金額低於最低生活水平，也不應該高於人們的收入。但他們表示政府不應該據民意削減綜援，因為這會讓有需要人士得不到合適幫助，更容易製造社會問題；及後表示這屬於「窮人之間的互相踐踏」，會構成社會分化。2015年，中大的黃洪則引用自身在該時期對曾脫離綜援的個案的研究作反證，稱不少受訪者曾在領取期間不斷尋找工作，並認為勞動力市場的匹配性比個人有沒有意欲工作還重要。他亦認為綜援等社會福利在香港事實上的援助不多，而人們反過份自立，令他們更易於在沒有幫助的情況下處於貧窮:97。

###### 《投入社會 自力更生》報告書
城大公共及社會行政學系副教授劉國裕讚揚1998年的政府檢討報告《投入社會 自力更生》大原則，表示這能讓有能力工作的人更願意工作。理大應用社會科學學系首席講師呂炳強亦表示一些家庭的一人收入比領取綜援還高，構成了不公。《大公報》記者明啟流認為報告提出的方向正確，指在1993至1998年期間經濟繁榮，但綜援個案上升「不合理」，並建議政府明確意向。城大社會科學學部講師黃洪表示看完政府的報告後，找不到任何削減綜援的標準，指若按通脹調整，其本身就不應該削減。社會福利署副署長黃游倩及後表示這一削減參考了最低25%的香港家庭開支。羅致光、自由黨何世柱及香港社區組織協會（社協）何喜華皆批評上述說法脫離了基本生活需要的基準。不過何世柱同時讚同報告原則。他之後讚成政府的檢討，指綜援金額高，容易養成人們依賴習慣，「浪費公帑」。
民主黨在當年對調整綜援的立場是沒意見，但指出應為綜援金的金額設立清晰的制定規則，並認為政府不應把金額削減到失業人士無法維持基本生活的水平，尤其在失業率上升的大環境下。民建聯對報告表示「失望」，認為政府不應為節省開支而忽略援助人的基本需要，並質疑該報告中提出的尋找工作計劃的成效。該黨主席曾鈺成批評由於受經濟不景影響，即使削減綜援也不會讓人更能找到工作，故該時不是「適當時機」去削減綜援。香港協進聯盟以綜援開支上升會影響政府投放在其他服務的資源為由支持該報告內容。民主黨議員李華明則批評該報告，認為它不應該為削減開支而向窮人下手。前線李卓人認為這會讓社會產生更多家庭問題。霍羅兆貞反指李卓人的說法缺乏證據證明。獨立議員李家祥指責這讓窮人「雪上加霜」。香港小童群益會、香港心理學會教育心理學部、香港社会工作人员协会等六個團體及浸會大學（浸大）社會工作系系主任莫泰基則批評這一削減會對綜援家庭兒童的發展構成不良影響。針對報告書中「領取綜援的平均每月綜援金額」接近25%香港住戶最低平均月收入，香港社會工作人員協會理事蔡海偉指這會構成誤導，認為該報告書沒有清晰指出不是所有最低25%的住戶月收入皆接近綜援金額，而「三人家庭的平均綜援金額還比最低百分之十至十五組別家庭的平均收入少四個百分點」，因此認為政府削減綜援理據不充分。此外他亦引用甲類物價指數的升幅來證明報告中指綜援金的加幅顯著高於通漲為「不實」。歐陽達初和黃和平在《未完成的香港社會保障：批判的導論》一著中亦指此一比較犯下的錯誤是把擁有非健全人士的個案跟只有健全人士的個案一併以平均領取金額計算，並忽略了當時基層工資在失業潮等環境因素下「不能滿足基本需要」:176-177。

###### 削減綜援
1999年6月3日，政府打算以通縮為由削減綜援的消息傳出後，羅致光即表示反對，認為這會影響不少弱勢者的生計，並預測來年通縮機會不大。2002年政府打算按通縮削減綜援後，亦引來討論。黃洪表示削減雖可行，但不應只考慮通縮。《太陽報》的社論表示政府雖按物價指數下調綜援，但卻沒考慮當時是樓價等價值下降，日常必需品價格上升，才令物價指數上升。《蘋果日報》評論員盧峯在2003年2月表示政府不應一次性大幅削減綜援，令有需要人士的生活更為困難，並同樣以日常必需品價格「沒有跟隨通縮下調」作理由。他在8月則支持該一削減，指在政府財赤的背景下，不削減綜援的後果是加稅或收緊援助資格，前者會令納稅人對綜援更反感，後者則讓部分有需要人士得不到協助。學者莫家豪認為當時政府為「左右為難」，因需在平衡社會保障的同時，處理財赤。
中大亞太研究所研究統籌員蕭滿章及理大商業學系副主任劉佩瓊支持削減綜援以應付財赤。周永新亦指削減綜援能控制政府開支。曾鈺成亦讚同削減綜援，指這不至於出現很大影響。
陳婉嫻指這會影響失業人士尋找工作時的開支，令他們更難「自力更生」。12月20日，91位學者在報章上刊登連署信，要求政府在「訂立最低生活保障前不應減綜援」。城大應用社會科學系副教授謝永齡批評政府常以宣傳製造綜援開支很大，領取者多為新移民的假象，並引述數據指新移民在160億的綜援開支當中只佔了約2000萬元；領取綜援的則多為殘疾人士和長者。22日，香港民主民生協進會（民協）立法會議員馮檢基建議政府在因應通縮削減綜援時應多考慮老弱殘疾人士的生活需要。李卓人批評政府打算削減綜援的做法「不切合現實環境」。羅致光則指責政府以往擁有不跟從物價調整綜援的先例，但卻在削減綜援時「跟足通脹」，屬不合理。

##### 及後
2005年成立的扶貧委員會於當時批評綜援讓人數較多的家庭有誘因寧失業領綜援而不去工作。然而，顧汝德指責上述説法為「中傷」，並引用數據稱在1994年至2012年總失業人口當中，每年平均只有18%領取失業综援:212。策略發展委員會在2008年建議政府改善綜援污名化的社会風气，但政府沒採納該建議:212。周永新同年表示申請綜援的人多有溫飽以外的其他目的，如長者所屬的老人院會代為申請，以補助營運費用、殘病人士以之獲得免費公立醫療服務、單親家庭希望以它來縮短自身的公屋輪候時間，因此認為政府應檢視綜援的最終目標。
黃洪在2015年亦比較了綜援人士在1999/2000年和2009/2010年的開支，指他們在2009/2010年把更多的錢用在食物和住屋，但卻在教育和醫療方面用得更少錢，因此他們的生活水平較1999/2000年下降:172。2011年，《東方日報》社論表示失業綜援上升可歸因於一部分人慣於接受援助、一部分人自身技能跟勞動市場不匹配、低收入工種欠吸引力，因此建議以發展更多產業來改善此問題。2012年，自由黨青年團主席李梓敬以約56%失業綜援個案領取綜援5年以上為由，質疑綜援制度被濫用，而自力更生支援計劃則欠成效。
次年1月23日，自由黨在立法會上以「優化失業綜援」為題展開辯論，再度質疑綜援被濫用，建議失業綜援應設定領取年期，並要求領取者「全職每周5天」。關注綜援低收入聯盟、工黨、街坊工友服務處、民協、天主教勞工事務委員會則回應指「中年低技術人士或需照顧家庭者」較難在市場上擁有競爭力以離開綜援。同年，行政長官梁振英建議社會不應標籤綜援領取者是「懶人」，指「絕大多數香港人都是自力更生的」。2017年3月8日，邵家臻撰文指責1999年及2003年政府削減綜援是因為它認為綜援「不利勞動市場繼續提供廉價勞動力」，忽略部分僱員的收入不能滿足基本需要的事實。2019年2月，《香港01》的報導表示香港政府一直把失業綜援個案中的「失業」視為個人及「懶散」的問題，並把這歸因於新自由主義思維。

#### 社會觀感
一般而言，生活在較底層及邊緣的香港居民較其他階層更不滿意香港的福利狀況。此外較底層的居民也會區分「值得幫助的窮人/不值得幫助的窮人」，然後以此對領取綜援者作區分，並影響他們對綜援的態度。很多香港居民對新來港人士有資格領取綜援一事感到不滿，因為他們對新來港人士抱有一定的既定負面印象，認為他們對香港存有壞影響。這些態度跟政府想保留「低度福利」的態度存有高度吻合性，並受政府的論述所影響。除此之外，他們也可能對綜援認識不足及抱有偏見，像是認為當中存在很多濫用個案，視申請者多為新來港人士及失業人士。社署也曾以「個人選擇」的框架講述人們領取綜援的數字，而非視之受社會經濟影響:244-246。
2001年，港大社會工作及社會行政學系助理教授楊家正表示香港社會對領取綜援存有敵視風氣，令一些人寧露宿也不願申請綜援；相對地，香港以外的社會較容易把領取福利視為權利。2009年，社署署長余志穩建議把長者及殘疾人士領取綜援的那一部分援助跟健全個案領取的那一部分區分，然後為前者更名，以改善綜援污名的問題。

### 改革提議
1998年，民主黨李華明建議為應對失業率上升的問題，應放寬綜援的資格。民建聯陳婉嫻則反建議應設立失業援助金，而非依賴讓人感到恥辱的綜援。香港工會聯合會理事長鄭耀棠於當年也有類似建議。莫泰基則建議提供公屋予綜援人士，以此削減租金津貼，並採用國際貧窮線的定義去制定綜援金額。浸大社會學系的黃何明雄則建議以社工跟進綜援個案，從中識別詐騙案例。政府中央政策顧問練乙錚則建議政府資助曾任中層的失業人士設立公司，然後規定其聘請領取綜援的失業者。吳志森建議以政府增加更多配套讓領取綜援的家庭更有空間可以工作。2000年，馮檢基認為從中國內地來港的子女不應同時處於法理上不獲批綜援，及一般獲社署緊急援助的矛盾之間，故綜援制度應在這方面作檢討。同年，陳婉嫻建議要設立「再就業支援計畫」，幫助失業人士就業。她在2001年11月另建議設立讓單親綜援個案設立「託兒合作社」和安排政府外判工作，以便他們就業。同月，劉迺強建議政府應在政策上鼓勵綜援人士多從事臨時工或兼職。2005年，立法會議員王國興建議政府在採用按去年物價水平調整綜援金額後，應寬鬆地增加綜援金額，表示綜援領取者「哪有能力預支未來12個月的生活費」。
2006年，張超雄要求政府把上網費、電話費、課外活動費納入綜援的常規計算項目。同年，梁立人建議把發放綜援的開支改用作興建護老院及殘疾院舍。張超雄在次年建議社署改用預測機制調整綜援金額。勞工及福利局副秘書長葉文娟則表示若通脹情況持續，政府會採取措施。2008年，立法會議員梁國雄在會議上帶同自己預備的冰箱模型，抗議政府仍使用1996年的生活水平標準來制定綜援金額，沒有因時代轉變加入讓人購置電腦等設備的特別津貼。次年，立法會議員張國柱表示政府創造的職位多不適合綜援人士，再加上市場上欠空缺職位，皆令領取失業綜援的人難以離開綜援。他於是建議應為領取失業綜援的人士設立綜援領取時限，讓他們能盡快自力更生；長遠而言則應取消失業綜援。2009年，社會民主連線質疑不容雙非孩童申請綜援的決定違反《基本法》。余志穩反指雙非孩童不應領取綜援，因他們不是「以香港為家」。2010年，民主黨勞工及福利小組成員羅健熙表示該黨曾多次向政府提議先不要扣減找到工作的前失業綜援個案的援助，而是把其工資的一部分以戶口儲蓄，再在到達綜援資產限額的約兩倍時把戶口儲蓄一次性交還，讓他們離開綜援。同年，劉夢熊建議應在綜援個案較集中的地方舉辦勵志活動，「引導綜援人士看到希望、看到前景」，避免他們自殺。2016年4月，羅致光建議把「過低」的長者綜援資產限額提高，並取消非與子女同居的長者需在子女簽訂不供養父母證明書後才可領取綜援的安排，把子女供養金額於綜援入息及資產審查中豁免處理，以鼓勵子女供養父母。

#### 家庭集體申請制
綜援制度以整個家庭為一申請單位。換句話說，若同居的家庭成員當中有人有經濟能力，或在申請時不願意合作，那麼皆會影響能否成功申請綜援。首任香港特區政府以「鼓勵家庭成員互相幫助」作理由支持收緊長者獨立申請綜援:92-93。周永新在2000年建議政府容許長者獨立申請綜援，以解決老年貧窮的問題。此外，歐陽達初和黃和平在《未完成的香港社會保障：批判的導論》一著中亦指出這一制度會影響的還有殘疾人士和剛離校或畢業的青年。對前者而言，他們可能需要自行搬離家庭，才可經過審查的情況下申請綜援以補助醫療費用；後者則會在脫離教育後即成為失業人士，須參與自力更生支援計劃，並在成功求職後可能需面對減免綜援及以薪金補助減免部分的壓力:94。

### 騙取綜援
1995至1999年期間，社署統計的騙取綜援數字有增加趨勢，從36宗升至201宗。香港社會工作者總工會理事邵家臻表示這可歸因於政府有意形塑綜援的負面印象，令市民更對領取者有警覺，及政府在該段時間設立專門調查騙取綜援的小組。2017年，歐陽達初和黃和平總結了2008年到2015年獲證實的騙取綜援個案比例，指它們除2012至2013年度外，大多時候佔整體個案的0.27%到0.33%，舉報後獲證明屬實的個案不足整體舉報個案的一半。他們同時表示由於欠客觀界定準則，故難以認定這是否屬於嚴重。關於這證實了「社署監管不力」的說法，他們則表示「無法證實或證偽」:250-251。2011年，《太陽報》的社論認為因社署把關不力，故騙取綜援的情況「嚴重」。
2006年的梁惠淇及其丈夫高忠強騙取綜援案件獲判罪成後被指揭露社會福利署審批綜援申請人漏洞，但社會團體社區組織協會幹事施麗珊接受《明報》訪問表示，這是例外的個案，擔心事件會妨礙有需要人士申請，建議社會福利署加強前線審批人手。周永新及香港大學社會工作及行政學系主任梁祖彬認為這反映了綜援的漏洞，讓人虛報自己是單親，然後換取較優厚待遇的綜援。周永新亦建議取消對單親家庭的優待。田北俊建議全面檢討綜援，加強把關及執法。《香港商報》評論員羅興輝除認同田北俊的建議外，還表示應在社會建立自力更生的風氣。盧峯認為法庭輕判梁惠淇屬不合理，指她欠誠信，「欺騙社會福利署及納稅人」，缺乏阻嚇力。
另外，前香港最高法院法官李栢儉夫婦於2003-2005年期間，隱瞞193萬元資產申領綜援，在2007年1月26日被判入獄11個月。主審裁判官李瀚良批評，社會福利署的評估機制存在漏洞並且容易被濫用。員工機構華員會社會保障助理分會主席陳振華同意機制存在漏洞，並表示人手短缺是導致調查不足的主因：「負責調查的部門員工有1600多人，每年卻要調查30多萬宗個案」。

### 2008年申訴專員報告
2008年12月18日，申訴專員公署對外公佈多宗濫用綜援的案例，如數年內以近視加深25度及損壞為由多次換名牌眼鏡、在沒有光顧牙科服務的情況下成功申請牙科津貼、在欠交公屋租金多月的情況下申請租金津貼。申訴專員戴婉瑩認為「現時綜援制度有效協助絕大部分有需要人士，但部分受助人濫用特殊津貼」。宋立功在《東方日報》上指責該些人士「依賴綜援」，不懂自力更生，認為社會對有需要人士的關顧為「理所當然」，建議政府收緊綜援。田北俊建議政府應加強綜援審查制度，不應「遷就」和「縱容」該些要求。《新報》的社論除認同應加強綜援審查制度外，也表示社署職員失職，應予以追究。它還認為一些社工會引導人申請綜援，對香港社會福利制度有壞影響，並建議應以實物救濟取代一些特別津貼。

### 2013年終審法院判決
另外，2013年高等法院的判決變相容許新來港人士住滿一年即能申請綜援，引起了社會對綜援申請資格的反思。《都市日報》指出，雖然判決對香港社福開支影響不大，但在中港矛盾日益加劇的情況下，會更為引起爭議，如網上便有網民為此批評新來港人士和幫助新來港人士的組織。周永新同樣讚同「對社福開支不大」和「會激化中港矛盾」這兩點，不過亦促請政府檢視其他社福規定，以免日後再面對司法覆核；他亦認同判決引用的理由之一為《基本法》寫明「香港居民有依法享受社會福利的權利」，而當中的香港居民定義涵蓋新來港人士。香港教育學院高級研究助理梁亦華指出其爭議點有二——第一是新來港人士有沒有付出相應的義務（納稅）來享有有關權利，而他認為新來港人士一半是兒童，而要他們於日後再成為人才則需社會投資。梁亦華亦指若從把福利視為人權的角度出發，則產生政府「是否有義務為個人考慮不周或婚姻風險負責」的問題。
除此之外，歐陽達初和黃和平在《未完成的香港社會保障：批判的導論》一著中亦表示人們會從減少新來港人士有誘因來港及应为新來港人士設立區別於永久性居民的福利條件的角度出發，反對該判決。不过他們亦指出多項支持判決的理據。其一是綜援成功申請與否不會看申請人的過往表現，如香港土生土長的残疾人士也会在不投入勞動的情況下領取綜援，因此貢獻論不成立。及後，即使有需要為「新來港人士設立區別於永久性居民的福利條件」，但综援是社會的最後安全網，且需以家庭為一申請單位，因此不適用於此一限制，而且設立區別待遇也會影響永久性居民。對於梁亦華的最後一個論點，歐陽達初和黃和平指這反而限制貧困人士「進行跨境婚姻或來港團聚」:82-85。
時事評論人譚志強在《力報》上評論指，不論社工如何以理據為該作該判決的法官辯護，不少香港人都會視他們為「賣港」，因為這背後涉及的是情緒問題。梁立人在《大公報》上的評論表示，可以預料這案件後有關其他福利的司法覆核也會出現，因此批評港府以不影響司法獨立為由提請人大釋法，來解決問題，指上述行為本身就是法律容許的程序，本身不影響任何原則。劉迺強則認為人們因不願否定終審法院法官的權威，因此只好拿公民黨和陳文敏的意見出來批評。
公民黨立法會議員毛孟靜反對這一判決，認為單程證審批權不在香港而在中國大陸，因此香港人「有受人魚肉的感覺」，產生憤怒，並引起資源分配議題的爭議。立法會議員兼新民黨主席葉劉淑儀認為此一判決會令其他社福政策也需修改，同時會引起新移民靠中介假結婚來港領取綜援的問題。羅致光反對有新移民會以假結婚申請來港領取綜援的質疑，表示假結婚需花數萬元的成本，與收益（2000多元綜援）不相稱。民主黨內部對此一判決有意見分歧——民主黨副主席兼社協幹事蔡耀昌於孔允明案當中以後者的名義扮演協助者的角色，而民主黨前主席何俊仁則認為他純粹是盡職。不過該黨的社區幹事卻擔心此一判決會令外界因「本與民主黨無關」的事而對該黨產生負面觀感。蔡耀昌認為孔允明屬「迫不得已」地領取綜援，因她在中國大陸的戶籍已被取消。2014年1月1日，他在參與民間人權陣線的真普選遊行後，因孔允明案而被同一天參與「反赤化、反殖民」遊行的人包圍，最終需警員護送離開。
學者戴耀廷在分析這案件的判決時，指法院運用到了相稱原則來判定政府敗訴，如指限制新移民居港7年後才能領取綜援的規則跟最終目的不相稱，並認為有關原則套用在未來的行政決定中能提升香港政府的管治能力。學者陳弘毅解釋指，該判決只適用於1997年之後被削減，及「不促進正當的社會政策目標或明顯地缺乏合理依據」的政策——對於後者，法院會給予政府很大的空間去作裁量。王慧麟表示這一判決肯定了香港居民擁有享用社會福利權，仍是「好開始」，並認為它會誘使未來不少有關社會福利的爭議會跳過行政及立法機關，直接於司法機關上審理。湯家驊認為是次判決不應尋求人大釋法，因為釋法應在終審法院判決前提出，且它與中港事務無關。
維珍尼亞理工大學經濟系助理教授曾國平當年估算此一判決會令香港政府每年支出額外增加12億元。港大法律學系首席講師張達明認為中國大陸的新移民在2013年已多是中產人士，因此判決對香港社福開支影響有限。教育學院亞洲政策研究學系副系主任周基利則表示新移民有助解決香港人口老化問題，法院的判決有助他們更適應社會；除此之外亦表示香港社會福利資源短缺源於政府，不應將「矛頭指向內地人及新移民」。

### 2019年長者綜援適用年齡調高
邵家臻指責政府認為調高長者綜援適用年齡會令更多長者工作是「沒有數據及沒有分析」證明，並批評政府決定削減綜援及要求他們參與自力更生計劃是沒考慮部分長者身體老化至不適合工作，但沒到達政府要求的殘疾標準。王永平表示政府面對各界批評下仍不願取消調高計劃，而是以增加各項津貼代替只為了面子，且缺乏對長者就業困難的「同理心」及與其他社會人士的「同行」之心。2019年1月27日，約200名人士參與遊行抗議上述收緊。2月2日，社民連亦為是次收緊發起遊行，指責特首林鄭月娥「虐老」，要求她下台。前立法會主席曾鈺成認為林鄭不願放棄收緊長者綜援的原因在於上一任政府建議收緊綜援的研究由她主導，而政府認為長者綜援「減低年長人士繼續工作的意欲」，因此有理由修改；他認為政府決定的實質效果就是強制老人工作。《成報》社論指出該一修訂令引起民主派和建制派的共同反對，而上任政府的人口研究「已暗示研究藉改變社會保障制度來驅使年長人士繼續工作」，同時批評羅致光不認為60至64歲長者存在就業困難是無知。《香港01》批評是次修訂反映政府「慣性剝削弱勢的管治思維與價值原則」，並指它令針對60至64歲的綜援變成「失業或低薪補助」，而非對長者的幫助。
工聯會立法會前議員王國興及立法會議員鄺俊宇同樣指責政府「虐老」或「欺負老人家」，前者同時表示施政對商界存在優待。民建聯立法會議員柯創盛認為不參與自力更生計劃被罰的200元對長者而言仍十分重要。同黨立法會議員梁志祥亦指責即使政府不願放棄收緊，也不應以自力更生計劃來強迫長者工作。張超雄亦批評政府在調高適用年齡的同時把牙科及醫療津貼一併取消，認為此舉不能鼓勵工作；羅致光則指這一調高不是為「強迫工作」。維克森林大學經濟系助理教授梁天卓認為提升適用年齡對此類人士的就業率影響不大，因很少人選擇在60歲時退休。

## 外部連結
- 社會福利署：綜援計劃介紹網頁
- 香港經濟研究中心：《從多角度看綜合社會保障計劃》